# Vanikoridae
Vanikoridae is een familie van weekdieren uit de klasse van de Gastropoda (slakken).

## Geslachten
- Amamiconcha Habe, 1961
- Berthais Melvill, 1904
- Caledoniella Souverbie, 1869
- Constantia A. Adams, 1860
- Fossarella Thiele, 1925
- Japanonoba Habe & Ando, 1987
- Kaawatina Bartrum & Powell, 1928
- Larinopsis Gatliff & Gabriel, 1916
- Larsenia Warén, 1989
- Macromphalina Cossmann, 1888
- Macromphalus S. V. Wood, 1842
- Megalomphalus Brusina, 1871
- Micreschara Cossmann, 1891
- Naricava Hedley, 1913
- Nilsia Finlay, 1926
- Radinista Finlay, 1926
- Stenotis A. Adams, 1863
- Talassia Warén & Bouchet, 1988
- Tropidorbis Iredale, 1936
- Tubiola A. Adams, 1863
- Vanikoro Quoy & Gaimard, 1832
- Zeradina Finlay, 1926